# Джасай
Джаса́й (рос. Джасай) — село у складі Адамовського району Оренбурзької області, Росія.

## Населення
Населення — 372 особи (2010; 410 у 2002).
Національний склад (станом на 2002 рік):
- казахи — 58 %